# Florence Wambugu
Florence Muringi Wambugu (* 23. August 1953) ist eine kenianische Pflanzenpathologin und Virologin. Sie wurde durch ihr Eintreten für die Nutzung von Biotechnologie zur Erhöhung der Nahrungsmittelproduktion in Afrika bekannt.

## Ausbildung
Wambugu war 1975 die erste Frau in Kenia, die die University of Nairobi besuchte. Drei Jahre später erhielt sie von derselben Universität den akademischen Grad Bachelor of Science in Botanik und Zoologie. Den Grad Master of Science in Pathologie erhielt sie 1984 von der North Dakota State University in Fargo, North Dakota, den Grad Ph.D. von der englischen University of Bath 1991.

## Beruflicher Werdegang
Dr. Wambugu ist Gründerin der gemeinnützigen Stiftung Africa Harvest Biotech Foundation International (AHBFI), die sie seit 2002 als Hauptgeschäftsführerin leitet. AHBFI unterhält Büros in Nairobi, Johannesburg und Washington, D.C.
Bevor sie AHBFI gründete, war Dr. Wambugu Direktorin der African Region des International Service for the Acquisition of Agri-Biotech Applications (ISAAA), deren AfriCenter in Nairobi sie führte. Von 1978 bis 1991 arbeitete sie als leitende Pathologin und Koordinatorin der Pflanzen-Biotechnologieforschung am Kenya Agricultural Research Institute (KARI). Auf ihre Mitarbeit bei KARI folgte von 1991 bis 1994 ein Postdoctoral Aufenthalt bei Monsanto.
Sie hat über 100 Artikel veröffentlicht und ist an etlichen anderen beteiligt.

## Auszeichnungen
Dr. Wambugu wurde von IITA (International Institute of Tropical Agriculture, Nigeria) als Wissenschaftlerin des Jahres 1981 ausgezeichnet; 1989 erhielt sie KARI’s Crop Science Award als herausragende Wissenschaftlerin des Jahres, sowie CIP’s (International Potato Center) Regionale Forschungs-Auszeichnung; 1990 wurde ihr der Farmers Support Award des Pyrethrum Marketing Board von Kenia verliehen; 1991 wurde sie als vorbildliche Doktorandin gemeinsam von der Virology Division of Horticultural Research International in England und KARI ausgezeichnet; sowohl 1992 als auch 1993 verlieh ihr Monsanto eine Auszeichnung für herausragende Leistungen.
Im Jahr 2000 gewann Dr. Wambugu den ersten Platz von KARI’s Global Development Network Awards; der Weltbank Global Development Network Award wurde ihr ebenfalls 2000 für die erfolgreiche Einführung von Gewebekulturbananen nach Kenia verliehen; die Auszeichnung Frau des Jahres durch das American Biographical Institute bekam sie 2002–03. Eine der letzten Auszeichnungen ist der Dr. Wambugu 2008 in Norwegen von der Yara-Stiftung verliehene Yara-Preis für ihren bedeutsamen Beitrag zur Bekämpfung von Hunger und Armut in Afrika.

## Persönliches
Florence Wambugu ist alleinerziehende Mutter von drei Kindern.